# Piémontais
Le piémontais (autonyme : piemontèis, en italien : piemontese) est une langue, parlée dans le nord-ouest de l'Italie, principalement au Piémont. Le piémontais fait partie de l'ensemble linguistique gallo-italique (avec le lombard, l'émilien, le romagnol, le ligure, et le gallo-italique de Basilicate et de Sicile) et se rattache au groupe occidental des langues romanes, comme le français, l'occitan, l'arpitan et le catalan. 
Le piémontais est une langue qui possède des caractéristiques lexicales, phonétiques et morpho-syntaxiques particulières, qui la distinguent avec une certaine intensité dans le continuum, et la différencient clairement de l'italien et du français, langues auxquelles il est souvent associé en raison de l'histoire linguistique et la position géo-historique du Piémont.
Bien qu'il ne soit officiellement réglementé par aucune institution, le piémontais est un sujet de recherche du Centre d'études piémontaises (it) (Centro Studi Piemontesi - Ca dë Studi Piemontèis), fondé à Turin par Renzo Gandolfo en 1969, qui mène des recherches sur la langue, la littérature et ses variétés, et organise des Rëscontr antërnassionaj avec des universitaires de différents pays pour étudier la langue.
Le piémontais était la langue maternelle des émigrés qui ont quitté le Piémont, au cours de la période 1850-1950, pour s'établir en France, en Argentine et en Uruguay.

## Origines
Les premiers documents en langue piémontaise, les sermones subalpini, datent du XIIe siècle, alors que la langue était encore très proche des langues d'oc. Le piémontais littéraire s'est développé aux XVIIe et XVIIIe siècles. Le piémontais n'a pas eu le succès littéraire du français ou de l'italien, autres langues utilisées au Piémont. Cependant, la littérature en piémontais n'a jamais connu d'interruption : elle comprend plusieurs genres : poésie, théâtre, roman et œuvres scientifiques.

## Situation actuelle

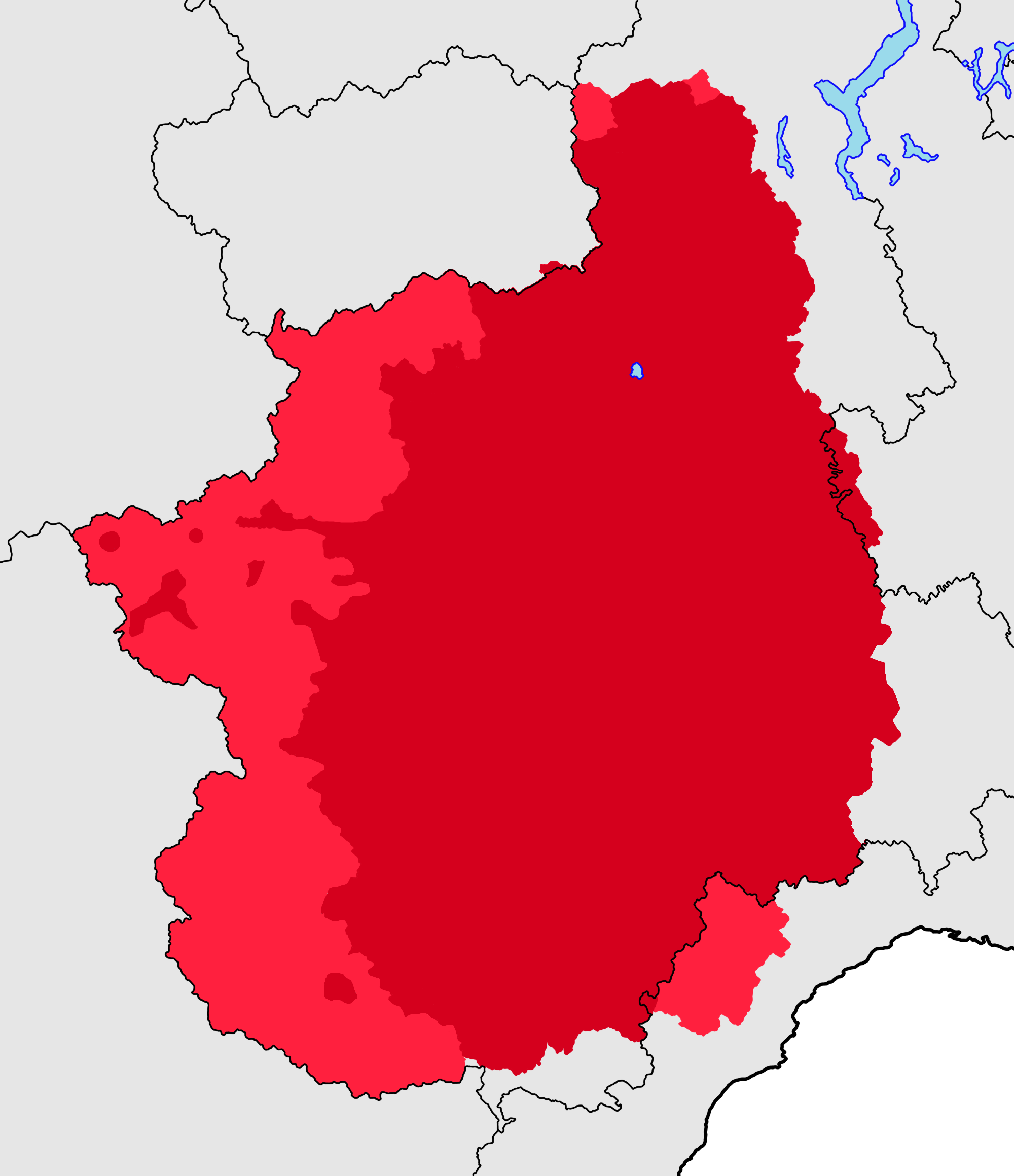
Carte linguistique du piémontaisEn rouge plus clair, les zones où le piémontais est parlé avec l'occitan et l'arpitan, et les zones de transition avec le ligure et le lombard.

Comme ailleurs en Italie, l'italien, choisi comme langue officielle par les États de Savoie dès 1563, domine aujourd'hui dans la communication quotidienne ; il est parlé par la population bien plus que le piémontais. L'usage de la langue piémontaise a été découragé tout d'abord par le royaume d'Italie.
En 2004, le piémontais a été reconnu comme langue régionale du Piémont par le Conseil régional (assemblée législative régionale élue), mais il ne bénéficie d'aucune reconnaissance de la part du gouvernement central italien. En principe, le piémontais peut être enseigné aux enfants à l'école, mais dans la pratique cela est peu fréquent. 
Au cours de la dernière décennie, l'on a publié du matériel pédagogique ainsi que des revues destinées au grand public. Des cours pour les adultes déjà sortis du système scolaire ont été organisés pour rattraper le temps perdu. Malgré ces progrès, la situation actuelle du piémontais reste préoccupante ; selon une enquête récente, au cours des  150 dernières années, le pourcentage de personnes capables d'écrire en piémontais a diminué et n'est plus désormais que de 2 % de la population. En revanche, la même enquête a montré que le piémontais est toujours parlé par plus de la moitié de la population, à côté de l'italien. Ce résultat est confirmé par des sources, qui évaluent le nombre de locuteurs entre 2 (Assimil) et 3 millions (Ethnologue.com) sur une population totale de 4,2 millions d'habitants. Les efforts entrepris pour obtenir la reconnaissance du piémontais comme l'une des langues officielles des Jeux olympiques d'hiver 2006 de Turin ont échoué.

## Caractéristiques
Parmi les caractéristiques les plus remarquables de la langue piémontaise, on peut citer notamment :
1. La présence de pronoms verbaux, qui donnent à la phrase piémontaise la forme suivante : (sujet) + pronom verbal + verbe, comme en mi i von (« moi, je vais »). Les pronoms verbaux sont absents uniquement à l'impératif.
2. La forme agglutinante des pronoms verbaux, qui peuvent se lier aux particules datives et locatives (a-i é [il y a], i-j diso [je lui dis])
3. La diphtongue latine [ou̯] évolue vers [u] comme dans les langues française, occitane, romanche et les autres langues gallo-italiques. Comme en français, la voyelle [u] en latin évolue en [y] et le graphème ‹ eu › représente le phonème [ø].
4. La forme interrogative, qui utilise l'inversion du sujet et du verbe : Veus-to? « Veux-tu ? ».
5. L'absence de nombres ordinaux, à partir du chiffre sept : pour « septième » on dit Col che a fà set « Celui qui fait sept ».
6. La présence simultanée de trois interjections affirmatives, c'est-à-dire de trois façons pour dire « oui » : Si, sè (de la forme latine sic est, comme en italien) ; é (du latin est ; òj (du hoc est, comme en occitan, ou peut-être illud est, comme en francoprovençal et en français.
7. La présence du groupe consonantique [st͡ʃ ], noté ‹ sc + V › (V étant une voyelle).
8. La présence de la voyelle moyenne centrale [ə], notée à l'aide du graphème ‹ ë ›.
9. L'absence de consonnes géminées comme en italien.
10. L'ajout d'un schwa ([ə]) prosthétique, qui est intercalé quand deux consonnes se rencontrent pour faciliter la prononciation : stèila (« étoile ») devient set ëstèile (« sept étoiles »).

Le piémontais possède divers dialectes, lesquels peuvent différer assez fortement de la forme standard régionale. Ces variations concernent non seulement la grammaire mais se traduisent aussi par une grande variété lexicale, certaines régions ayant conservé des mots d'origine germanique hérités des langues parlées par les Francs et les Lombards. On trouve aussi des apports lexicaux de plusieurs autres langues, y compris des langues maghrébines, mais la plupart des emprunts les plus récents proviennent de France.

## Alphabet
Le piémontais est écrit avec une variété de l'alphabet latin. Les lettres et leurs équivalents IPA sont présentés dans le tableau suivant.
Les lettres K, W, X et Y ne se trouvent que dans les mots d’emprunt.
| Graphèmes | Phonèmes    | Prononciation en français                                                                                            |
| --------- | ----------- | --- |
| A, a      | /a/ /ɑ/     | (a, â) |
| B, b      | /b/         | (b) |
| C, c      | /k/ /t͡ʃ/    | devant (a, o, u) comme en français, devant (e, i) (tch), pour former le phonème (tch) devant (a, o), ajoutez un (i). |
| CH, ch    | /k/         | le graphème (ch) est utilisé devant (e, i) pour former le phonème /k/ prononcé (que), (qui) en français.             |
| D, d      | /d/         | (d) |
| E, e      | /e/         | (é, æ, œ) |
| È, è      | /ɛ/         | (è, ê, ei) |
| Ë, ë      | /ə/         | (e) |
| EU, eu    | /ø/         | (eu, œu) |
| F, f      | /f/         | (f, ph) |
| G, g      | /g/ /ʒ/     | comme en français devant (a, o, u) /g/, ge, gi devant (e, i)                                                         |
| GH, gh    | /g/         | le graphème (gh) est utilisé devant (e, i) pour former le phonème /g/ devant (e, i) prononcé en français (gue, gui). |
| GN, gn    | /ɲ/         | (gn) |
| GLI, gli  | /ʎ/         | Ce phonème n’existe plus en français mais correspond au (l) mouillé, ou au (gli) en italien                          |
| H, h      | —           | comme en français la lettre (h) n'est pas prononcée.                                                                 |
| I, i      | /i/         | (i) |
| J, j      | /j/         | comme (y) en français ou aussi (il).                                                                                 |
| L, l      | /l/         | (l) |
| M, m      | /m/         | (m) |
| N, n      | /n/ /ŋ/     | (n) (ng) |
| O, o      | /u/ /ʊ/ /w/ | comme le (ou) en français.                                                                                           |
| Ò, ò      | /ɔ/         | (o, ô) |
| P, p      | /p/         | (p) |
| Q, q      | /k/         | (q) |
| R, r      | /r/ /ɺ/     | Ces phonèmes n'existent pas en français mais ils se prononcent comme le (r) en anglais ou le (rr) en espagnol.       |
| S, s      | /s/ /z/     | (s) |
| S-C, s-c  | /s-t͡ʃ/      | (stch) |
| T, t      | /t/         | (t) |
| U, u      | /y/         | comme le (u) en français.                                                                                            |
| V, v      | /v/ /w/     | (v) dans certains cas, est prononcé (ou).                                                                            |
| Z, z      | /z/         | (z) |

## Nombres en piémontais
| Nombre | Piémontais | Nombre | Piémontais |
| ------ | ---------- | ------ | ---------- |
| 1      | un         | 30     | tranta     |
| 2      | doi        | 40     | quaranta   |
| 3      | trei       | 50     | sinquanta  |
| 4      | quatr      | 60     | sesanta    |
| 5      | sinch      | 70     | stanta     |
| 6      | ses        | 80     | otanta     |
| 7      | set        | 90     | novanta    |
| 8      | eut        | 100    | sent       |
| 9      | neuv       | 101    | sent e un  |
| 10     | des        | 200    | dosent     |
| 11     | óndes      | 300    | tërsent    |
| 12     | dódes      | 400    | quatsent   |
| 13     | tërdes     | 500    | sinchsent  |
| 14     | quatòrdes  | 600    | sessent    |
| 15     | quìndes    | 700    | setsent    |
| 16     | sëddes     | 800    | eutsent    |
| 17     | disset     | 900    | neuvsent   |
| 18     | disdeut    | 1000   | mila       |
| 19     | disneuv    | 1007   | mila e set |
| 20     | vint       |        |            |

## Comparaison
| Piémontais          | Italien     | Français      | Catalan                              | Arpitan ORB      | Nissart (graphie mistralienne/classique) |
| ------------------- | ----------- | ------------- | ------------------------------------ | ---------------- | ---------------------------------------- |
| cadrega             | sedia       | chaise        | cadira                               | sèla, cheyére    | cadièra                                  |
| pijé                | prendere    | prendre       | prendre                              | prendre          | piha/pilhar                              |
| seurte              | uscire      | sortir        | sortir                               | sortir           | sourti/sortir                            |
| travajé             | lavorare    | travailler    | treballar                            | travalyér        | travaia/travalhar                        |
| droché/casché/tombé | cadere      | tomber        | caure                                | chêre, tombar    | toumba/tombar                            |
| ratavolòira         | pipistrello | chauve-souris | ratapenyada                          | rata-volage      | ratapignata/ratapinhata                  |
| meison              | casa        | maison        | casa                                 | mêson, hotâl     | maioun/maion (oustau/ostau)              |
| brass               | braccio     | bras          | braç                                 | brès             | bras/braç                                |
| nùmer               | numero      | nombre        | nombre                               | nombro           | noumbre/nombre                           |
| pom                 | mela        | pomme         | poma                                 | poma             | pouma/poma                               |
| scòla               | scuola      | école         | escola                               | ècoula           | escola/escòla                            |
| bòsch               | legno       | bois          | llenya                               | bouesc           | bouosc/bòsc                              |
| monsù               | signore     | monsieur      | senyor                               | monsior          | moussù/mossur                            |
| madama              | signora     | madame        | senyora                              | madama           | dona                                     |
| istà                | estate      | été           | estiu (istiu dans certaines régions) | chôd-temps, étif | estieu/estiu                             |
| ancheuj             | oggi        | aujourd'hui   | avui                                 | enqu'houé        | ancuèi/encuèi                            |
| adman               | domani      | demain        | demà                                 | deman            | deman                                    |
| jer                 | ieri        | hier          | ahir                                 | hièr, a-nuèt     | ièr                                      |
| lùnes               | lunedì      | lundi         | dilluns                              | delon            | dilun ou lun/diluns                      |
| màrtes              | martedì     | mardi         | dimarts                              | demârs           | dimars ou mars/dimarts                   |
| mèrcol/merco        | mercoledì   | mercredi      | dimecres                             | demécro          | dimècres/dimecres                        |
| giòbia              | giovedì     | jeudi         | dijous                               | dejô             | dijòus                                   |
| vënner              | venerdì     | vendredi      | divendres                            | devendro         | divèndres/divendres                      |
| saba                | sabato      | samedi        | dissabte                             | dessando         | dissata ou sata/dissabta                 |
| dumìnica            | domenica    | dimanche      | diumenge                             | demenge          | diménegue                                |
| genè                | gennaio     | janvier       | gener                                | janviér          | genoui                                   |
| fërvè               | febbraio    | février       | febrer                               | fevriér          | febri                                    |
| mars                | marzo       | mars          | març                                 | mârs             | mars                                     |
| avril               | aprile      | avril         | abril                                | avril            | abrieu                                   |
| maj                 | maggio      | mai           | maig                                 | mê               | mai                                      |
| giugn               | giugno      | juin          | juny                                 | jouen            | jun                                      |
| luj                 | luglio      | juillet       | juliol                               | julyèt           | julhet                                   |
| òst                 | agosto      | août          | agost                                | oût              | aoust                                    |
| stèmber             | settembre   | septembre     | setembre                             | septembro        | setembre                                 |
| otòber              | ottobre     | octobre       | octubre                              | octobro          | utoubre                                  |
| novèmber            | novembre    | novembre      | novembre                             | novembro         | nouvembre                                |
| dzèmber             | dicembre    | décembre      | desembre                             | dècembro         | decembre                                 |

## Ressemblances entre le piémontais et le français et ses différences avec l’italien
| Piémontais      | Français      | Italien               |
| --------------- | ------------- | --------------------- |
| Alman           | allemand      | tedesco               |
| Abimé           | abimer        | consumare             |
| Adrëssa         | adresse       | indirizzo             |
| Agassé          | agacer        | istigare              |
| Agreàbil        | agréable      | gradevole             |
| Amusé           | amuser        | divertire             |
| Ambrassé        | embrasser     | abbracciare           |
| Anlevé          | enlever       | togliere              |
| Anviron         | environ       | circa                 |
| Antamné         | entamer       | incominciare          |
| Anvìa           | envie         | voglia                |
| Ancheuj         | aujourd'hui   | oggi                  |
| Apopré          | à peu près    | circa                 |
| Apress          | après         | dopo                  |
| Aragn           | araignée      | ragno                 |
| Arcroché        | raccrocher    | riattaccare           |
| Arlev           | relève        | ricambio              |
| Arpossé         | repousser     | respingere            |
| Arsòrt          | ressort       | molla                 |
| Articiòch       | artichaut     | carciofo              |
| Arvërsé         | renverser     | ribaltare             |
| As              | as            | hai                   |
| Asar            | hasard        | caso                  |
| Atrapé          | attraper      | prendere              |
| Assiëtta        | assiette      | piatto                |
| Assè            | assez         | abbastanza            |
| Avion           | avion         | aereo                 |
| Bajé            | bailler       | sbadigliare           |
| Badiné          | badiner       | scherzare             |
| Bassin          | bassin        | bacinella             |
| Becheria        | boucherie     | macelleria            |
| Bërgé           | berger        | pastore               |
| Biso            | bijou         | gioiello              |
| Blaga           | blague        | scherzo               |
| Boita           | boîte         | scatola               |
| Bolversé        | bouleverser   | turbare               |
| Bodé            | bouder        | fare il broncio       |
| Bòsch           | bois          | legno                 |
| Bot             | pot           | vaso                  |
| Brisé           | briser        | rompere               |
| Brossé, brodé   | broder        | ricamare              |
| Bogé            | bouger        | muovere               |
| Bonet           | bonnet        | cappello              |
| Boneur          | bonheur       | felicità              |
| Busson          | bouchon       | tappo                 |
| But             | but           | scopo                 |
| Cadò            | cadeau        | regalo                |
| Cadrega         | chaise        | sedia                 |
| Cambrada        | camarade      | compagno              |
| Camion          | camion        | autocarro             |
| Campé           | camper        | buttare               |
| Cassé           | casser        | rompere               |
| Caté            | acheter       | comprare              |
| Chijé           | cuillère      | cucchiaio             |
| Chité           | quitter       | lasciare              |
| Chèr            | char          | carro                 |
| Chen-a          | chaîne        | catena                |
| Ciadeuvra       | chef-d’œuvre  | capolavoro            |
| Ciat            | chat          | gatto                 |
| Ciòca           | cloche        | campana               |
| Cioché          | clocher       | campanile             |
| Ciresa          | cerise        | ciliegia              |
| Clavié          | clavier       | tastiera              |
| Coefeur         | coiffeur      | parrucchiere          |
| Coclicò         | coquelicot    | papavero              |
| Cocómber        | concombre     | cetriolo              |
| Còfo            | coffre        | forziere              |
| Cogé            | coucher       | coricare              |
| Complenta       | complainte    | lamentazione          |
| Còrbela         | corbeille     | cesto                 |
| Corèja          | courroie      | cinghia, cintura      |
| Cotin           | cotillon      | gonna                 |
| Crajon          | crayon        | matita                |
| Cravieul        | chevreuil     | capriolo              |
| Cress           | crèche        | asilo nido            |
| Darmage         | dommage       | danno                 |
| Dëscroché       | décrocher     | sganciare             |
| Dësrangé        | déranger      | disturbare            |
| Dësagreàbil     | désagréable   | spiacevole            |
| Disné           | dîner         | cenare                |
| Dont            | dont          | di cui/del quale      |
| Dossié          | dossier       | pratica               |
| Drapò           | drapeau       | bandiera              |
| Dròlo           | drôle         | strano                |
| Euvra           | œuvre         | opera                 |
| Eva             | eau           | acqua                 |
| Fat             | fade          | insipido              |
| Fasson          | façon         | modo                  |
| Folar           | foulard       | fazzoletto da collo   |
| Fòta            | faute         | errore                |
| Fusëtta         | fusée         | missile               |
| Gagi            | gage          | pegno                 |
| Gargojé, gasojé | gazouiller    | cinguettare           |
| Gravé           | graver        | imprimere             |
| Grimassa        | grimace       | smorfia               |
| Làit            | lait          | latte                 |
| Lapìn           | lapin         | coniglio              |
| Lerma           | larme         | lacrima               |
| Lésa            | luge          | slitta                |
| Lingeria        | lingerie      | biancheria            |
| Logé            | loger         | alloggiare            |
| Madama          | madame        | signora               |
| Mala, valis     | malle, valise | valigia               |
| Malasi          | Malaise       | disagio, malessere    |
| Marié           | marier        | sposare               |
| Mefiant         | méfiant       | diffidente            |
| Menage          | ménage        | gestione              |
| Mersi           | merci         | grazie                |
| Min-a           | mine          | aspetto, figura       |
| Minusié         | menuisier     | falegname             |
| Miràj           | miroir        | specchio              |
| Mitoné          | mitonner      | cuocere a fuoco lento |
| Meison          | maison        | casa                  |
| Mucioar         | mouchoir      | fazzoletto            |
| Monsù           | monsieur      | signore               |
| Mojen           | moyen         | mezzo                 |
| Monté           | monter        | salire                |
| Mossé           | mousser       | spumare               |
| Mòt             | mot           | parola                |
| Netiè           | nettoyer      | pulire                |
| Novod           | neveu         | nipote                |
| Nuansa          | nuance        | sfumatura             |
| Ój              | oui           | si                    |
| Ordinator       | ordinateur    | computer              |
| Orijé           | oreiller      | cuscino               |
| Orissi          | orage         | temporale             |
| Ovrié           | ouvrier       | operaio               |
| Papé            | papier        | carta                 |
| Parèj           | pareil        | così                  |
| Parbleu         | parbleu       | perbacco              |
| Parpajon        | papillon      | farfalla              |
| Partagé         | partager      | spartire              |
| Pèiver          | poivre        | pepe                  |
| Pendin          | pendentif     | ciondolo              |
| Pia             | pie           | gazza ladra           |
| Pivò            | pivot         | perno                 |
| Planeur         | planeur       | aliante               |
| Plenta          | plainte       | querela               |
| Pois            | pois          | pisello               |
| Poma            | pomme         | mela                  |
| Possé           | pousser       | spingere              |
| Rainura         | rayure        | graffio               |
| Rangé           | arranger      | aggiustare            |
| Ravin           | ravin         | burrone               |
| Regret          | regret        | dispiacere            |
| Rèid            | raid          | rigido                |
| Ridò            | rideau        | tenda                 |
| Roa             | roue          | ruota                 |
| Rossigneul      | rossignol     | usignolo              |
| Sàber           | sabre         | sciabola              |
| Sabòt           | sabot         | zoccolo               |
| Sagrin          | chagrin       | preoccupazione        |
| Safeur          | chauffeur     | autista               |
| Salada          | salade        | insalata              |
| Sandrié         | cendrier      | portacenere           |
| Sapin           | sapin         | abete                 |
| Salòp           | sale          | sporco                |
| Scran           | écran         | schermo               |
| Sèler           | céleri        | sedano                |
| Soagné          | soigner       | curare                |
| Seurté          | sortir        | uscire                |
| Spurì           | pourri        | appassito/marcio      |
| Strop           | troupeau      | gregge/mandria        |
| Stagera         | étagère       | scaffale              |
| Sombr           | sombre        | scuro                 |
| Tasté           | tâter         | assaggiare            |
| Tèit            | toit          | tetto                 |
| Tisòire         | ciseaux       | forbici               |
| Tramblé         | trembler      | tremare               |
| Travajé         | travailler    | lavorare              |
| Tricoté         | tricoter      | lavorare a maglia     |
| Tomatica        | tomate        | pomodoro              |
| Tombé           | tomber        | cadere                |
| Usagi           | usage         | imoiego, uso          |
| Utiss           | outil         | attrezzo              |
| Vagné           | gagner        | vincere               |
| Vajant          | vaillant      | valido, vigoroso      |
| Vëssìa          | vessie        | vescica               |
| Visagi          | visage        | volto                 |
| Vitura          | voiture       | auto                  |
| Zibié           | gibier        | selvaggina            |

## Exemples

### Notre-Père en piémontais
| Nòstr Pare, ch'it ses ant ij Sej, ch'a tò nòm sìa santifià, ch'a ven-a tò règn, che toa volontà as fasa sla la terra tanme an sel Dane nòstr pan cotidian, e përdon-ne ij nòstr débit, come noi i-j përdonoma ai nòstr debitor. E lassne nen droché an la tentassion, ma liber-ne da la mal, amen. | Notre père qui est dans les cieux, que ton nom soit sanctifié, vienne ton règne, que ta volonté soit faite, sur terre comme au ciel. Donne-nous notre pain quotidien et pardonner nos dettes, comment nous pardonnons à nos débiteurs. Ne nous laissez pas tomber dans la tentation, mais délivre-nous du mal, amen. |